# Euryphymus
Euryphymus is een geslacht van rechtvleugeligen uit de familie veldsprinkhanen (Acrididae). De wetenschappelijke naam van dit geslacht is voor het eerst geldig gepubliceerd in 1873 door Stål.

## Soorten
Het geslacht Euryphymus omvat de volgende soorten:
- Euryphymus eremobioides Bolívar, 1889
- Euryphymus exemptus Walker, 1870
- Euryphymus haematopus Linnaeus, 1758
- Euryphymus kalahariensis Barker, 1985
- Euryphymus tuberculatus Martínez y Fernández-Castillo, 1898
- Euryphymus xanthocnemis Brancsik, 1897